# Universidad de Chile Rugby Club
Universidad de Chile Rugby Club es un club de rugby de Chile de la ciudad de Santiago. Fue fundado el 15 de junio de 1941 y juega en el campeonato de Cuarta Interregional de la Asociación de Rugby Santiago (ARUSA).

## Historia
La rama de rugby del Club Deportivo de la Universidad de Chile se fundó el 15 de junio de 1941 por Alberto Zamorano y otros estudiantes, bajo la presidencia de Benjamín Claro Velasco y, más tarde, consolidada en el período de Aníbal Bascuñán Valdés como el primer equipo de rugby formado en Chile sin orígenes extranjeros. Su primer partido fue ante Stade Francais, al que derrotó por 11-3. En ese mismo año la «U» se clasificó campeón del certamen de Segunda División, alcanzando un lugar en la división de honor.
El club es el más antiguo de los clubes federados, siendo precursor en el año 1942 del actual Club Universidad Católica, y su principal actuación, desde su fundación, fue la difusión del rugby nacional. En 1946 realizó el primer campeonato interuniversitario, fue iniciador del intercambio rugbístico chileno-mendocino en 1952, y en 1956 organizó la primera competencia para menores.
Tras permanecer 61 años bajo el alero de la rama de rugby de la casa de estudios, el 11 de septiembre de 2002, el club se constituyó como organización deportiva con personalidad jurídica bajo la Ley 19.712 y pasó a llamarse U. Chile Rugby Club, logrando así total independencia del ente educacional.
Actualmente la sección de adultos participa en el campeonato de Cuarta Interregional de la Asociación de Rugby Santiago (ARUSA).

## Divisiones
El club cuenta con una división de series adulta (femenina y masculina), juveniles (masculina y femenina) y de menores, así como una filial senior (Chunchos Rugby Club). Todas las divisiones participan en diversos campeonatos nacionales.

### Chunchos Rugby Club
Chunchos Rugby Club es un club de rugby formado en 1997 por jugadores mayores de 35 años, provenientes de la rama de rugby de la Universidad de Chile, con el propósito de seguir jugando al rugby en torneos seniors y en torneos de Tercera División y ligas.
En 2005 obtuvo el tercer lugar del Torneo Liga Universitaria, en 2006 el vicecampeonato del mismo y el cuarto lugar del Primer Festival Classic de Cachañas. En diciembre del año 2008 obtuvo el vicecampeonato del Ten a Side Classic organizado por COBS.
En los años 2010 y 2011 compitió en la Liga ORDERUDE, llegando a disputar la Copa de Plata contra Ingeniería U de Chile.

## Palmarés
- Torneo de Desarrollo ARUSA (1): 2012[2]
- Torneo de Segunda División (1): 1941.